# Mariam Sankara
Mariam Sankara (* 26. März 1953) ist die Witwe von Thomas Sankara, dem 1987 ermordeten Präsidenten von Burkina Faso.

## Biographie
Im Jahr 1979 heiratete Mariam Sankara den damaligen Leutnant Thomas Sankara. Dieser wurde nach einem Staatsstreich 1980 unter Präsident Saye Zerbo Informationsminister im damaligen Obervolta, distanzierte sich jedoch vom Regime und wurde inhaftiert. Infolge des Staatsstreichs von 1983 wurde Thomas Sankara Premierminister unter Präsident Jean-Baptiste Ouédraogo, der ihn jedoch vier Monate nach Amtsantritt verhaften ließ. Im August 1983 gelang es Thomas Sankara schließlich, das Präsidentenamt von Obervolta, das sich 1984 in Burkina Faso umbenannte, für sich zu gewinnen. Anschließend begründete Thomas Sankara die politische Ideenlehre des Sankarismus. Im Oktober 1987 wurde er von Putschisten um Blaise Compaoré ermordet.
Infolge des Putsches 1987 floh Mariam Sankara mit ihren zwei Kindern Philippe (* 1980) und Auguste (* 1982) nach Gabun und schließlich 1990 weiter nach Frankreich. Ihre beiden Söhne leben mittlerweile in den Vereinigten Staaten. 1997 brachte sie vor einem Gericht in Burkina Faso eine Klage betreffend die Ermordung ihres Gatten ein, es sollte jedoch bis 2012 dauern, ehe das Höchstgericht positiv über die Zulässigkeit des Prozesses entschied.
Nachdem sich die Militärdiktatur in Burkina Faso wieder etwas gelockert hatte, nahm Mariam Sankara 2007 an Veranstaltungen zum 20-jährigen Gedenken an den Tod ihres Mannes teil. Sie wurde bei ihrer Rückkehr von Menschenmengen begrüßt. 2014 gratulierte sie dem Volk ihres Heimatlandes in einer Pressemitteilung zur Vertreibung von Präsident Blaise Compaoré, der nach der Ermordung ihres Gatten 27 Jahre lang regiert hatte. Infolge des politischen Umsturzes kehrte Mariam Sankara 2015 erneut nach Burkina Faso zurück, wo sie von Anhängern ihres als „Volksheld“ verehrten Gatten erneut begeistert empfangen wurde.
Im Mai 2015 wurden die Leichen von Thomas Sankara und zwölf weiteren Opfern des Putsches von 1987 exhumiert. Nachdem die Untersuchungen im September 2015 durch einen Aufstand der Anhänger Compaorés unterbunden wurden, begann der Prozess gegen die Mordverdächtigen schließlich im Oktober 2021. Mariam Sankara war durchweg beim Prozess anwesend. Compaoré und weitere Akteure des Putsches wurden zu lebenslanger Haft verurteilt. Mariam Sankara resümierte, dass das Urteil „Gerechtigkeit und Wahrheit“ nach einer 35-jährigen Wartezeit darstellte.